# Petrochromis trewavasae
Petrochromis trewavasae es una especie de peces de la familia Cichlidae en el orden de los Perciformes.

## Subespecies
- Petrochromis trewavasae ephiphium (Brichard, 1989
- Petrochromis trewavasae trewavasae (Poll, 1948.[1]

## Distribución geográfica
Se encuentra en el África Oriental: lago Tanganika.